# Mästarnas mästare 2023
Den femtonde säsongen av TV-programmet Mästarnas mästare sändes i Sveriges Television mellan den 5 mars och 7 maj 2023. Avsnitten har denna gång spelats in i Montenegro, vilket är den den första säsongen sedan 2014 som äger rum vid Adriatiska havet. Den 17 augusti 2022 presenterades deltagarlistan, som även den här gången innehåller tio mästare, och ett par veckor senare inleddes också inspelningarna.
Upplägget för säsongen var till en början ett gruppspel med sammanlagt tio deltagare fördelat på två grupper. I respektive grupp tävlade fem mästare i olika grenar där sedan gruppvinnarna fick tävla vidare i slutspelet där segern stod på spel. Däremot fick även en av de mästare som åkte ut i gruppspelens nattdueller (utslagningsrundorna) en ny chans att ta sig tillbaka till tävlingen genom SVT Play-programmet Mästarkvalet under ledning av Pernilla Wiberg.

## Deltagare
Nedan presenteras deltagarna enligt gruppindelningen. Initialt skulle de före detta idrottsstjärnorna Anja Pärson, Charlotte Kalla och Rickard Nordstrand också ha deltagit men på grund av skadeskäl lämnade samtliga återbud kort före inspelningarna. Deras platser ersattes av den före detta alpina skidåkaren Jens Byggmark, den före detta längdskidåkaren och skidskytten Jörgen Brink samt den före detta boxaren Klara Svensson.

### Grupp 1
Den första gruppen tävlade under avsnitt 1–3 (5–19 mars 2023):
| Person            | Sport       |
| ----------------- | ----------- |
| Elina Öhman       | Skotercross |
| Johan Wissman     | Friidrott   |
| Jörgen Brink      | Längdskidor |
| Klara Svensson    | Boxning     |
| Nils van der Poel | Skridsko    |

### Grupp 2
Den andra gruppen tävlade under avsnitt 4–6 (26 mars–9 april 2023):
| Person           | Sport     |
| ---------------- | --------- |
| Anders Holmertz  | Simning   |
| Andreas Bergwall | Bandy     |
| Jens Byggmark    | Alpint    |
| Jonna Adlerteg   | Gymnastik |
| Maria Gretzer    | Ridsport  |

## Nattduellen
Nattduellen var en gren i programmen som avgjorde vilken deltagare som varje vecka skulle lämna tävlingen och hamna i Mästarkvalet. I duellen möttes varje gång den deltagare som efter tre grenar hamnat sist och en deltagare som denne hade valt ut. Likt de senaste säsongerna hölls ingen nattduell i det inledande gruppspelsmötet, vare sig i den första eller andra gruppen. Istället tog alla deltagarna med sig sina poäng från det första grupprogrammet till det andra, där en duell hölls.
Nattduellen bestod av fem lysande stavar på ett bord. När en av stavarna slocknade skulle man ta den och den som tog staven först vann och fick stanna kvar i tävlingen. Tävlingen kördes i tre omgångar, där den person som först vunnit två omgångar hade vunnit nattduellen. För att armarna skulle vara på lika långt avstånd från stavarna tvingades de tävlande hålla i två stycken kättingar, som satt fast i marken. Tappade någon av de tävlande kättingen innan staven slocknade gick segern i den omgången till motståndaren.
| Avsnitt | Datum (2023) | Nattduell mellan                      | Vinnare omgång 1  | Vinnare omgång 2  | Vinnare omgång 3 | Utslagen         |   |
| ------- | ------------ | ------------------------------------- | ----------------- | ----------------- | ---------------- | ---------------- | - |
| 1       | 5 mars       | —                                     | —                 | —                 | —                | —                | — |
| 2       | 12 mars      | Klara Svensson och Jörgen Brink       | Jörgen Brink      | Jörgen Brink      | —                | Klara Svensson   |   |
| 3       | 19 mars      | Elina Öhman och Johan Wissman         | Johan Wissman     | Elina Öhman       | Johan Wissman    | Elina Öhman      |   |
| 4       | 26 mars      | —                                     | —                 | —                 | —                | —                | — |
| 5       | 2 april      | Maria Gretzer och Anders Holmertz     | Anders Holmertz   | Anders Holmertz   | —                | Maria Gretzer    |   |
| 6       | 9 april      | Anders Holmertz och Andreas Bergwall  | Anders Holmertz   | Andreas Bergwall  | Anders Holmertz  | Andreas Bergwall |   |
| 7       | 16 april     | Anders Holmertz och Nils van der Poel | —                 | —                 | —                | —                |   |
| 8       | 23 april     | Anders Holmertz och Nils van der Poel | Nils van der Poel | Nils van der Poel | —                | Anders Holmertz  |   |
| 8       | 23 april     | Jörgen Brink och Andreas Bergwall     | Jörgen Brink      | Jörgen Brink      | —                | Andreas Bergwall |   |
| 9       | 30 april     | Jonna Adlerteg och Johan Wissman      | Johan Wissman     | Johan Wissman     | —                | Jonna Adlerteg   |   |
| 10      | 7 maj        | —                                     | —                 | —                 | —                | —                | — |

### Mästarkvalet
Mästarkvalet leddes av Pernilla Wiberg och sändes enbart på SVT Play i samband med de vanliga avsnitten. Där tävlade de utslagna mästarna först enskilt mot Wiberg och vann de mot henne fick de en fördel i gruppduellen. Den som vann gruppduellen fick en fördel i finalen, i vilken samtliga utslagna mästare tävlade om en plats att återvända till Mästarnas mästare och Mästarhuset.

#### Resultattabell: Grupp 1

##### Enskilda dueller
Avsnitt 1
| Deltagare       | Plats |
| --------------- | ----- |
| Pernilla Wiberg | 1     |
| Klara Svensson  | 2     |

Avsnitt 2
| Deltagare       | Plats |
| --------------- | ----- |
| Elina Öhman     | 1     |
| Pernilla Wiberg | 2     |

##### Gruppduell
| Deltagare      | Plats |
| -------------- | ----- |
| Elina Öhman    | 1     |
| Klara Svensson | 2     |

#### Resultattabell: Grupp 2

##### Enskilda dueller
Avsnitt 4
| Deltagare       | Plats |
| --------------- | ----- |
| Pernilla Wiberg | 1     |
| Maria Gretzer   | 2     |

Avsnitt 5
| Deltagare        | Plats |
| ---------------- | ----- |
| Andreas Bergwall | 1     |
| Pernilla Wiberg  | 2     |

##### Gruppduell
| Deltagare        | Plats |
| ---------------- | ----- |
| Andreas Bergwall | 1     |
| Maria Gretzer    | 2     |

#### Final
I avsnitt 6 tävlade samtliga deltagare i en hinderbana. I och med vinster i de tidigare duellerna för Bergwall och Öhman hade de ett 25 sekunders försprång mot Svensson och Gretzer. De tävlande var tvungna att först klättra över en vägg för att sedan gå på en balansbräda. De plockade sedan upp en säck med bokstavsklossar, som de tog med sig när de skulle gräva sig under en mur. Avslutningsvis kastade de prick på det klosstorn de hade byggt upp i bokstavsordning. Bergwall gick segrande ur finalen och fick då chansen att möta Anders Holmertz (som nyligen blivit utslagen ur Mästarnas mästare) i en enskild duell.
| Deltagare        | Plats |
| ---------------- | ----- |
| Andreas Bergwall | 1     |
| Elina Öhman      | —     |
| Klara Svensson   | —     |
| Maria Gretzer    | —     |

## Slutgiltig placering och utslagningsschema

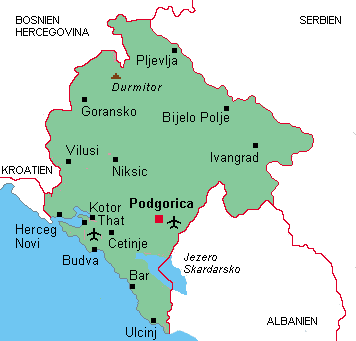
Den femtonde säsongen av Mästarnas mästare spelades in under september 2022 i Montenegro.

### Resultattabell: Grupp 1
| Deltagare         | Plats | 1  | 2  | 1+2 | 3  |
| ----------------- | ----- | -- | -- | --- | -- |
| Nils van der Poel | 1     | 24 | 13 | 37  | 16 |
| Jörgen Brink      | 2     | 9  | 11 | 20  | 11 |
| Johan Wissman     | 3     | 9  | 8  | 17  | 7  |
| Elina Öhman       | 4     | 12 | 2  | 14  | 4  |
| Klara Svensson    | 5     | 3  | 4  | 7   |    |

### Resultattabell: Grupp 2
| Deltagare        | Plats | 4  | 5  | 4+5 | 6  |
| ---------------- | ----- | -- | -- | --- | -- |
| Jonna Adlerteg   | 1     | 16 | 11 | 27  | 14 |
| Jens Byggmark    | 2     | 15 | 10 | 25  | 14 |
| Anders Holmertz  | 3     | 8  | 4  | 12  | 4  |
| Andreas Bergwall | 4     | 14 | 10 | 24  | 7  |
| Maria Gretzer    | 5     | 4  | 3  | 7   |    |

### Slutspel: Semifinal och final
Finalen avgjordes den 7 maj 2023 mellan Nils van der Poel, Johan Wissman, Jörgen Brink och Jens Byggmark. Den första grenen vanns av van der Poel som därmed fick tio sekunders försprång mot tvåan, Byggmark, som i sin tur fick tio sekunders försprång mot trean, Brink, som i sin tur fick tio sekunders försprång mot fyran, Wissman, inför den andra grenen. Den andra grenen vanns av van der Poel som därmed fick tjugo sekunders försprång mot tvåan, Wissman, som i sin tur fick tjugo sekunders försprång mot trean, Brink. Byggmark kom sist och åkte därmed ut ur Mästarnas mästare. Den tredje grenen, Jaktstart, vanns av van der Poel och tvåa kom Wissman, vilket betydde att Brink blev utslagen. I den avgörande finalen skulle de två kvarvarande deltagarna samla ihop fem säckar, med dominobrickor i, under hinderbanans gång.  Först skulle de dra till sig en släde, sen pricka ett hål på tre meters höjd och sen ta sig igenom en tunnel med sifferkoder att memorera. Efter det skulle de klättra upp i en klätterställning, ta loss ett snurrat rep och sen få ihop rätt sifferkombination. Slutligen skulle de slå ned dominobrickor på rad, ned i en tunna med eld. Detta moment vanns av van der Poel, som därmed blev Mästarnas mästare 2023.
| Deltagare         | Plats | 7  | 8  | 9  | 10      |
| ----------------- | ----- | -- | -- | -- | ------- |
| Nils van der Poel | 1     | 16 | 22 | 19 | Vinnare |
| Johan Wissman     | 2     | 9  | 13 | 11 | Tvåa    |
| Jörgen Brink      | 3     | 7  | 6  | 11 | Trea    |
| Jens Byggmark     | 4     | 12 | 14 | 10 | —       |
| Jonna Adlerteg    | 5     | 24 | 15 | 6  |         |
| Andreas Bergwall  | 6     |    | 13 |    |         |
| Anders Holmertz   | 7     | 6  |    |    |         |